# دون ستوفال
دون ستوفال (بالإنجليزية: Don Stovall)‏ هو عازف جاز أمريكي، ولد في 12 ديسمبر 1913، وتوفي في 20 نوفمبر 1970.

## وصلات خارجية
- دون ستوفال على موقع ميوزك برينز (الإنجليزية)
- دون ستوفال على موقع أول ميوزيك (الإنجليزية)
- دون ستوفال على موقع ديسكوغز (الإنجليزية)